# Johann Christoph Sigmund von Paris

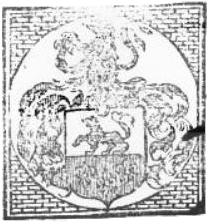
Das Wappen der Familie von Paris

Johann Christoph Sigmund von Paris von und zu Gailenbach (* 1745; † 7. März 1804 in Augsburg) war ein Augsburger Patrizier, Gutsbesitzer und Assessor am Stadtgericht Augsburg.

## Leben
Er war der Sohn von Anton Friedrich von Paris und von Susanna Helena Koch von Gailenbach, die am 25. November 1743 geheiratet hatten. Sein Vater entstammte der Augsburger als Teil der süddeutschen Linie des ursprünglich preußischen Adelsgeschlechtes von Paris. Die süddeutsche Linie der Familie von Paris führte ein quergeteiltes Schild: Oben in Silber ein auf der Teilungslinie schreitender blauer Löwe, unten auf rotem Grund drei zwei zu eins gestellte goldene Lilien. Dieses Wappen wurde mit wenigen Änderungen zum Wappen des Dorfes Edenbergen im Landkreis Augsburg. Seine Mutter, die einzige Tochter von Johann Christoph Koch von Gailenbach, war vorher bis zu dessen Tode mit einem Melchior Langenmantel (Hochzeit am 16. März 1733) verheiratet gewesen.
Nach dem Tode seines Onkels Markus Christoph Koch von Gailenbach (1699–1768), der kinderlos starb, ging das Schloss Gailenbach in Edenbergen mitsamt dem dazugehörigen Gutshof zunächst in den Besitz seiner inzwischen verwitweten Mutter über, die das Erbe aber nicht antreten konnte, da es sich um österreichisches Mannlehen handelte. Susanna Helena konnte aber erreichen, dass Johann Christoph Sigmund belehnt wurde und so 1771 in den Besitz von Gailenbach mit dem dazugehörigen Adelsprädikat („von und zu Gailenbach“) gelangte.
Am 23. Februar 1772 heiratete er Sybilla Magdalena Barbara († 15. Mai 1831), geborene von Furtenbach auf Hummelsberg. 1777 stellte Johann Christoph Sigmund eine Mutung, einen Antrag zur Ausnutzung der möglichen Bodenschätze von Gailenbach, an die vorderösterreichische Regierung.
Nach seinem Tod im Jahr 1804 gingen Schloss und Gutshof Gailenbach an seinen Sohn Johann Benedikt über.

## Nachkommen
⚭ 23. Februar 1772 Sybilla Magdalena Barbara († 15. Mai 1831), geborene von Furtenbach auf Hummelsberg
1. Johann Benedikt von Paris (1781–1838)
Kämmerer des Königreiches Bayern, Major der Landwehr und bedeutender Sammler